# Santiago Undameo
Santiago Undameo, antiguamente Santiago Necotlán es una población y jefatura de tenencia del municipio de Morelia, estado de Michoacán de Ocampo, México. Se localiza a 13 km al suroeste de la ciudad de Morelia y es la tenencia más grande del municipio.

## Geografía
La localidad se encuentra en la cuenca del lago de Cuitzeo, específicamente en la parte alta de la cuenca que corresponde a la subcuenca de la presa de Coíntizo. La mayor parte del terreno ocupa un amplio valle limitado al sur por varios cerros. El punto más alto es el Cerro del Águila que también es la montaña más alta del municipio de Morelia. 

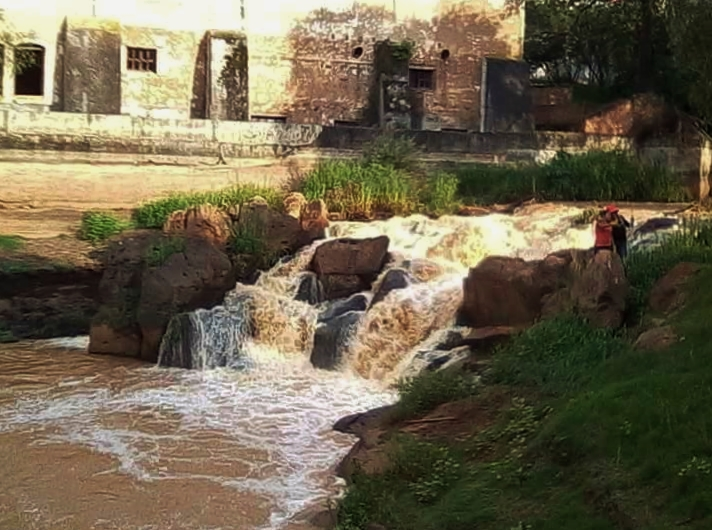
Antiguo molino junto al río grande

El río Grande de Morelia nace muy cerca de la localidad tras la unión de los arroyos de Tirio, Tiripetio y Santa Rosalía. Hay otros causes menores, generalmente estacionales. 

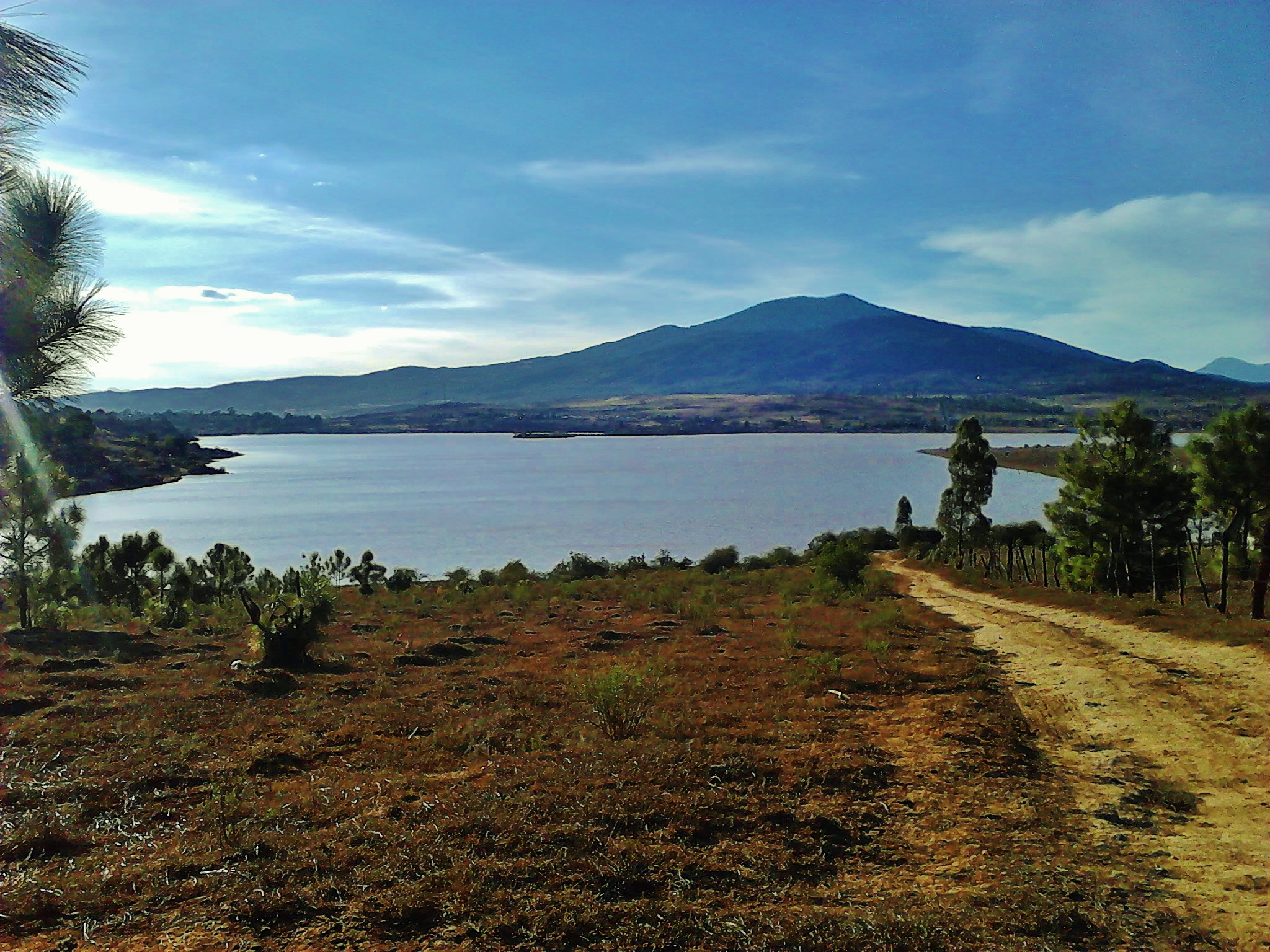
Presa de Coinztio

Cercanos a la localidad se localizan tres embalses: la presa de Cointzio construida en 1940 sobre la parte alta del curso del río Grande, surte de agua al 30% de la capital michoacana y además brinda el servicio de generación de energía eléctrica; la presa de Umécuaro, centro turístico, y la presa de Loma Caliente. Un cuarto cuerpo de agua se localiza en la cercana localidad de La Estancia y se trata de una cantera inundada permanentemente. Existen también numerosos afloramientos manantiales (Carindapaz, Cuapio, Jacúaro).
El clima (según la clasificación de Koeppen) es del tipo Cb(w2)(w)(i`)g : templado subhúmedo con lluvias en verano. Los meses más calurosos son mayo y junio con una temperatura promedio de 20 °C. Los meses más fríos son diciembre y enero con una temperatura media de 13 °C.  La temporada de lluvias abarca todo el verano (de junio a septiembre) con una máxima de precipitación de 180 mm en el mes de julio. El resto de los meses la precipitación es esporádica.

## Flora y Fauna
En la actualidad exiten vestigios de cinco tipos diferentes de vegetación: matorral subtropical, bosque de pino, bosque de pino-encino, encinares al sur de la localidad y en el cerro del águila y bosque de galería en las riveras de los ríos. 
Las especies de plantas más representativas son el sauce (Salix babylonica'), encinos (Quercus sp.), huizaches (Vachelia sp..), pino, oyamel y cedros en las zonas altas (Pinus sp., Abies sp. y Cupressus lusitanica), fresnos (Fraxinus udhei), granjeno (Condalia vetulina), nopales (Opuntia sp.), magueyes (Agave sp.),. Entre las plantas en alguna categoría de riesgo se encuentran registradas el nogalillo Cedrela odorata'; la parotilla Albizia occidentalis y Colorín Erythrina americana'. Existen algunos ejemplares de zapote prieto (Diospyros xolocotzii) una especie microendèmica y considerada en peligro de extinción. Así mismo, se ha documentado la existencia de otras especies importabtes como orquideas epífitas en los bosques del sur de la localidad, incluyendo Laelia autumnalis, Prosthechea citrina y Laelia speciosa. La vegetación acuatica y palustre también se encuentra presente. Gran parte del territorio está dedicado a terrenos agrícolas.
La fauna representativa de la localidad es variada y se incluyen conejos, liebres, ardillas, coyotes, zarigüeyas, armadillos, serpientes, tortugas, lagartijas y diversas especies de aves. En los cuerpos de agua existe la presencia de carpas y tilapias y una gran variedad de aves acuáticas como garzas y patos.

## Historia
Originalmente llamada "Necotlán", nombre que significa lugar de miel de maguey fue fundado por indígenas de la etnia pirinda (del grupo de lenguas matlatzincas) en la segunda mitad del siglo XV. 
La "Relación de Necotlán" incluida en el compendio de "Las Relaciones Geográficas de la Nueva España del Siglo XVI" es el documento histórico más antiguo que se conoce hace referencia a la localidad. Llamada también "Necotlantongo", la relación establece que los primeros pobladores de los que se tienen registro fueron de la etnia matlatzinca, localmente conocidos como pirindas, provenientes del Valle de Toluca en el actual estado de México, quienes a mediados del siglo XV huyeron de la conquista azteca. En la relación de Necotlán, se narra que el líder de este pueblo, llamado Ocelhuapanzin (Ucelo Apazne), recibió del irecha purépecha Tzitzipandácuare permiso para poblar la frontera oriente del imperio Tarasco, estableciéndose en cuatro asentamientos principales: los más nobles se establecieron en Matlatzingo (Charo) y Necotlán, y los menos nobles en Sant María de los Altos y la región de Huetamo. 
Antes de la llegada de los españoles el pueblo llegó a tener cerca de 400 habitantes, reduciéndose a apenas 180 en 1577. Los pirindas hablaban su propio idioma, del grupo de las lenguas oto-mangue, emparentado con el actual Matlatzingo. La lengua todavía era hablada en la localidad en el siglo XVII, perdiéndose probablemente a finales del siglo XVIII.
En 1538, tras el establecimiento de frailes agustinos en el cercano pueblo de Tiripetio y la construcción del convento y templo de Santiago Apóstol en 1595 la comunidad pasó a denominarse Santiago Undameo. Undameo significa "lugar donde se juntan tres rios".
Pedro de Villela recibió en 1554 una encomienda en las inmediaciones de Tiripetío y Necotlán. Se tiene registro que desde 1550 los agustinos recibieron algunas mercedes, como la otorgada por el virrey Luis de Velasco al convento de Tiripetío, para un herido de Molino en las inmediaciones del pueblo de Necotlán.
Necotlán se convirtió en pueblo cabecera hacia 1544, después de separarse de Matalcingo (Charo). El establecimiento del convento en el pueblo se realizó, entre otros aspectos, con el fin de superar la dificultad que tenían los indígenas para acudir cada domingo a la ciudad de Valladolid para recibir los sacramentos. Las autoridades indígenas del pueblo se comprometieron a sustentar el mantenimiento del convento y de los frailes. A partir de ello, se vincularon como pueblos sujetos a la doctrina Atécuaro, Tziquí, Etúcuaro y Cupuio. Las tres fundaciones conventuales - Valladolid, Tiripetío y Undameo-Necotlán - fungieron como nodos en eje territorial conventual, al que se sumó Charo. Esta región permitió a los mendicantes el aprovechamiento de la agricultura en el valle conformado por el río Grande y sus afluentes.
Según se describe en la relación de Necotlán en 1577: "Dicho pueblo de Nectolán está asentado junto al camino real que va de Mexico a la ciudad de Michoacán y al Nuevo Reino de Galicia; tiene su asiento en una loma alta. Pasa un río junto al pueblo que corre desde los cerros de Tiripetio, pasa por la ciudad de Valladolid y desemboca en la laguna grande de Curo. Tiene dicho pueblo un molino muy principal, perteneciente a los religiosos de Tiripetio, de la Orden de San Agustin". El río Grande que pasaba por Santiago Undameo le dio al convento una posición estratégica para el control del territorio, ya que hacía funcionar un molino de pan que les permitió a los agustinos moler los granos no solamente de su convento, sino además suministrar de ellos a conventos y haciendas circundantes. 
Además de la Iglesia y el Molino, que todavía persisten, el pueblo también contaba con un hospital fundado por Vasco de Quiroga, a manera de los de Tiripetio y Uruapan. 
La relación también hace énfasis en la rica producción agrícola y ganadera de la región debido a su clima particularmente templado, abundancia de agua y recursos naturales.
Su ubicación geográfica y abundancia de recursos le permitió crear redes comerciales con la cercana ciudad de Valladolid y el importante convento agustino de Tiripetio. 
En la segunda mitad del siglo XVI la cabecera del pueblo contaba con alrededor de 100 vecinos, más otros ochenta repartidos en cinco barrios: De Jesús, Santa María, San José, San Salvador y San Bartolomé. La mayoría eran indígenas pertenecientes a la etnia pirinda y hablaban una lengua del grupo de lenguas otomí-matlatzinca aunque también se hablaba la lengua purépecha de manera común.

En las inmediaciones del pueblo surgieron desde el siglo XVI importantes haciendas que funcionaron hasta principios del siglo XX destacando las haciendas de Tirio, Santa Rosalía y la Estancia. Estas haciendas fueron inicialmente propiedad de los frailes agustinos que controlaban el convento de Santiago Apóstol y formaban parte de la provincia agustina de San Nicolás Tolentino.
Fray Miguel de Guevara fue prior del convento y en esta localidad escribió su obra "Arte Doctrinal y modo general para aprender la lengua matlat-zinca" en el año de 1638, uno de los compendios más importantes en dicha lengua indígena. 

A mediados del siglo XVIII el pueblo de Santiago Undameo fue escenario de un conflicto por la propiedad agraria entre los indios del pueblo y los religiosos agustinos de Valladolid y Tiripetío. 
El sacerdote insurgente José María Guadalupe Salto, que jugó un papel destacado durante la Guerra de Independencia, nació en la hacienda de Santa Rosalía el 13 de diciembre de 1773 y fue bautizado en la Iglesia de Santiago Apóstol.

## Demografía
Según el INEGI (2010) en la localidad hay 687 hombres y 768 mujeres. El ratio mujeres/hombres es de 1,118, y el índice de fecundidad es de 2,50 hijos por mujer. Del total de la población, el 6,46% proviene de fuera del Estado de Michoacán de Ocampo. El 5,29% de la población es analfabeta (el 7,13% de los hombres y el 3,65% de las mujeres). El grado de escolaridad es del 7.42 (7.21 en hombres y 7.60 en mujeres).
El 0,82% de la población es indígena, y el 0,14% de los habitantes habla una lengua indígena. El 33,54% de la población mayor de 12 años está ocupada laboralmente (el 53,86% de los hombres y el 15,36% de las mujeres). 
En Santiago Undameo hay 465 viviendas. De ellas, el 98,64% cuentan con electricidad, el 92,39% tienen agua entubada, el 95,65% tiene excusado o sanitario, el 83,70% radio, el 97,55% televisión, el 85,33% refrigerador, el 66,30% lavadora, el 45,11% automóvil, el 12,77% una computadora personal, el 36,14% teléfono fijo, el 65,22% teléfono celular, y el 1,90% Internet.
El código postal de la localidad es 58 343.

## Economía
La agricultura y la ganadería son las actividades económicas principales. Predomina el cultivo de maíz, pero también se produce jitomate, arándano y aguacate. Dentro de la ganadería destaca la producción agrícola y bovina. 
Una pequeña parte de la población se dedica la explotación forestal, incluyendo madera y resina. El turismo es una actividad económica pequeña pero creciente, sobre todo en la comunidad de Umecuaro. 
La mayor parte de la población trabaja en la ciudad de Morelia.

## Servicios

### Centros educativos
- Jardín de Niños "Hurendacua"
- Colegio de Estudios Científicos y Tecnológicos del Estado CECYTE No.37
- Escuela Telesecundaria ESTV 16 073
- Escuela Primaria Rural Federal "Vasco de Quiroga"

## Lugares de interés

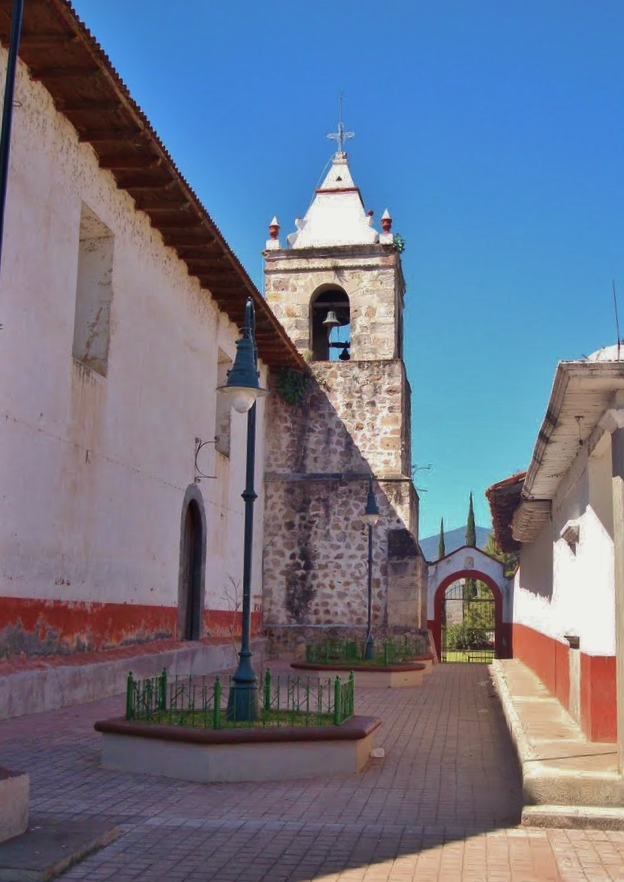
Torre de la Iglesia

- Iglesia y ex-convento de Santiago Apóstol
- Presa de Umecuaro
- Presa de Coinztio
- Presa de Loma Caliente
- Balnearios "El Ejido" y "El Edén" en Cointzio

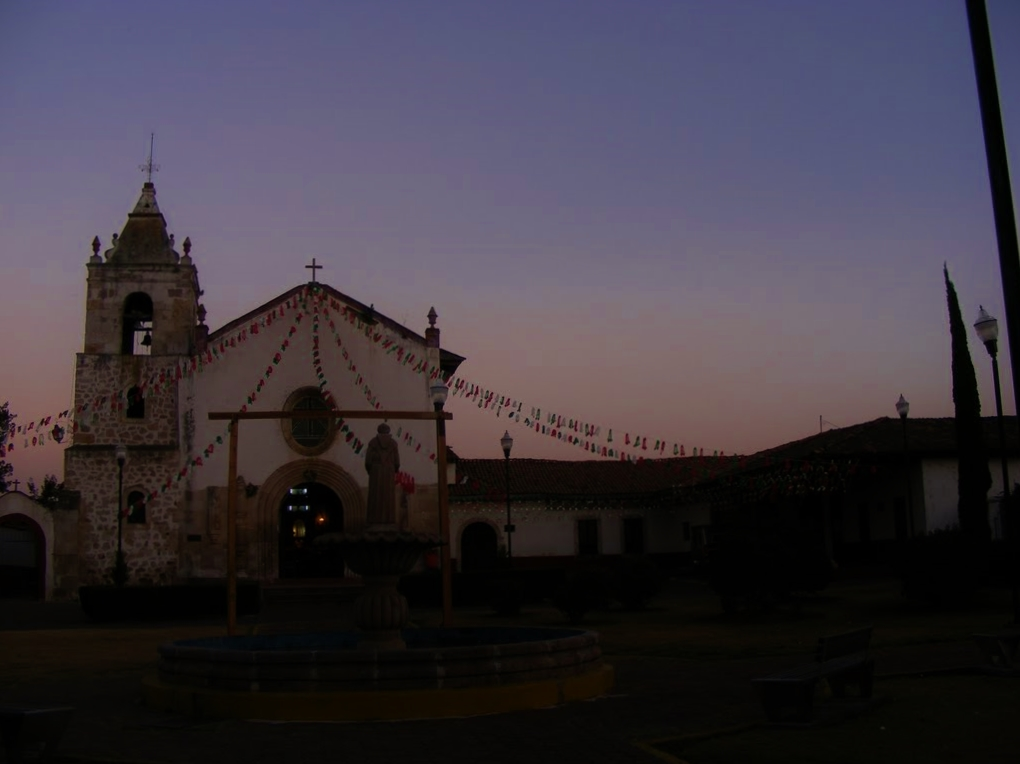
Vista nocturna de la Iglesia y Ex-convento de Santiago Undameo

- Antiguo molino
- Planta eléctrica de Tirio
- Ex-Hacienda de Santa Rosalía
- Ex-Hacienda de Tirio

## Localidades
La Tenencia de Santiago Undameo comprende las siguientes localidades:
- Arrollo Colorado
- Cointzio
- El Escobal
- El Reparo
- Hojas Anchas
- Huertitas
- Joya de la Huerta
- Joya de Morelia
- La Estancia
- La Florida
- La Reunión
- Las Cruces
- Loma Caliente
- Nieves
- Pueblo Viejo
- San Carlos Coapa
- Santa Rosalía
- Tirio
- Umecuaro
- Uruapilla